# Georges Limbour
Georges Limbour (* 11. August 1900 in Courbevoie, Frankreich; † 17. Mai 1970 in Chiclana de la Frontera bei Cádiz, Spanien) war ein französischer Schriftsteller, Philosoph und Dichter.

## Leben
Der Sohn eines Militärs verbrachte seine Kindheit in Le Havre. Bereits früh erwachte in ihm die Lust am Reisen. Um 1915 begann er zu schreiben. Er war mit  Pierre Bost, Jean Dubuffet, Jean Piel, Raymond Queneau und Armand Salacrou befreundet. 1918 zog er gemeinsam mit Dubuffet nach Paris, um Philosophie zu studieren. Von 1926 bis 1929 studierte er in Albanien, Ägypten und in Warschau. Im Atelier von André Masson begegnete er Antonin Artaud, Michel Leiris, Joan Miró und weiteren Surrealisten, woraufhin er Mitglied der Surrealistenbewegung wurde. 1930 trennte er sich von der Gruppe um André Breton und schloss sich der surrealistischen Splittergruppe um Georges Bataille an. Bereits zuvor hatte er Essays in Batailles dissidenter Surrealistenzeitschrift Documents veröffentlicht, darunter Betrachtungen zu Paul Klee (Ausgabe 1, 1929). Im Januar 1930 war er Mitunterzeichner des gegen Breton gerichteten Protestpamphletes Un Cadavre. In der Folgezeit verfasste er unter mehreren Pseudonymen (als „Garance“, „Antimoine Chevalet“ oder „André Lacombe“) Aufsätze zu Künstlern. Er war ein Regent des Collège de ’Pataphysique (vor 1969 ernannt). Von 1955 bis 1963 unterrichtete er Philosophie am Lycée Jean Baptiste Say in Paris.
Limbour, der zeitlebens eine starke Verbundenheit zum Meer verspürte, die er auch in Gedichten zum Ausdruck brachte, starb im Mai 1970 bei einem Schwimmunfall am Strand von Cádiz.

## Werke
Gedichte
- 1924:  Soleils bas. Galerie Simon, Paris 1924

Romane und Erzählungen
- 1930: L'Illustre cheval blanc. Gallimard, Paris
- 1938: Les Vanilliers. Gallimard, Paris 1938; deutsch: Der Duft der Vanille. Roman. Aus dem Französischen von Maria Schewe;  Manholt, Bremen 1992, ISBN 3-924903-92-1
- 1939: La Pie voleuse. Gallimard, Paris 1939
- 1945: L'Enfant polaire. Fontaine, Paris 1945
- 1948: Le Bridge de Madame Lyane, Gallimard, Paris 1948
- 1959: Le Calligraphe. Galerie Louise Leiris, Paris 1959
- 1963: La Chasse au mérou. Gallimard, Paris 1963

Postum
- 1986: Le Carnaval et les civilisés (Zeitschriftenartikel 1930–1968; Vorwort von Michel Leiris, Zeichnungen von André Masson) L’Elocoquent,  Paris 1986, ISBN 2-86826-000-4.

Theaterstücke
- 1966: Les Espagnols à Venise. Hatje, Stuttgart 1966
- 1967: Élocoquente. Gallimard, Paris 1967

Über die Malerei
- 1947: André Masson et son univers; mit Michel Leiris, Les Trois collines, Lausanne 1947
- 1951: André Masson dessins. Editions Braun, Paris 1951
- 1953: L’Art brut de Jean Dubuffet, Editions René Drouin, Paris 1953
- 1958: Vorwort zu André Masson: Entretiens avec Georges Charbonnier, Julliard, Paris 1958
- 1961: André Beaudin, Verve, Paris 1961
- 1962: Hayter, Le Musée de Poche, Editions Georges Fall, Paris 1962

Postum
- 1986: Dans le secret des ateliers (Zeitschriftenartikel 1946–1971 über Georges Braque, Jean Dubuffet,  Alberto Giacometti, Stanley William Hayter, Wassily Kandinsky, Elie Lascaux, André Masson, Pablo Palazuelo, Pablo Picasso, Germaine Richier, Yves Rouvre, Nicolas de Staël, Tal Coat, Raoul Ubac) L’Elocoquent, Paris 1986, ISBN 2-86826-001-2.